# Хагшенас, Хамед
Хамед Хагшенас (перс. حامد حق شناس‎; род. 23 марта 1994) — иранский паратхэквондист. Бронзовый призёр Паралимпийских игр 2024 года.

## Биография
31 августа 2024 года на летних Паралимпийских играх 2024 в Париже Хамед Хагшенас соревновался в весовой категории свыше 80 кг. Он победил в четвертьфинале китайца Лю Лудуна, в полуфинале уступил британскому спортсмену Мэтту Бушу. В матче за третье место Хамед Хагшенас победил казахстанского тхэквондиста Нышана Омирали и стал бронзовым призёром Паралимпийских игр.